# السيرابيوم

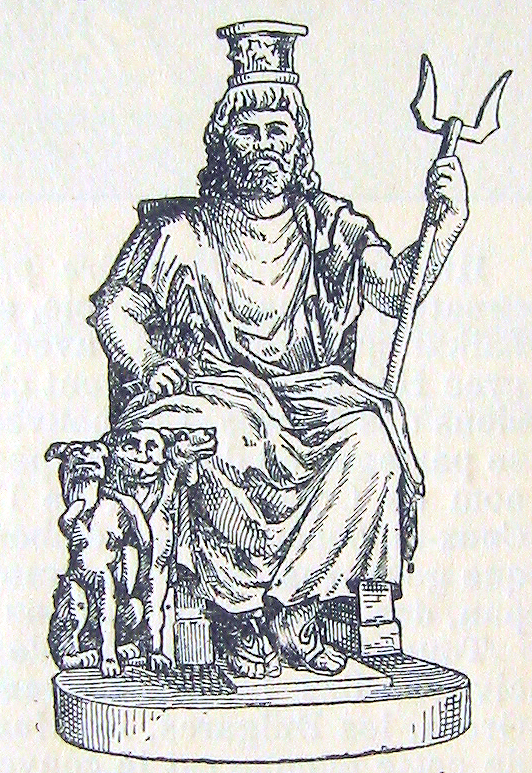

السيرابيوم هو اسم يطلق على كل معبد أو هيكل ديني مخصص لعبادة إله الوحدانية سيرابيس، وهي عبادة مقدسة في مصر في العصر الهيلينستي تجمع بين إلهين من آلهة مصر القديمة وهما أوزوريس وأبيس[ ؟ ]. 
كان هناك العديد من دور العبادة لهذه الديانة، وكان يطلق على كل واحدة منها باللاتينية: Serapeum أو بالإغريقية: Serapeiom) Σεραπεῖον).
وبُني في عهد بطليموس الثالث (الذي حكم من 246 قبل الميلاد-222 قبل الميلاد)السرابيوم الأكثر شهر لعبادة الإله «سيرابيس» في مدينةالأسكندرية.

## معابد السيرابيوم في مصر

### سيرابيوم الأسكندرية
يبدو بالفعل أنه في عهد بطليموس الأول سوتر أنشئ أول معبد لسيرابيس وكان بناء بسيطاً ومتواضعاً شيد على الطراز الأغريقي إلى أن أصبح لاحقا زاخراً بالعناصر المعمارية المصرية.
وفقاً لأحد التقاليد التي ليس لها مرجعية تاريخية فإن الملك قد أخد تمثال الإله من مدينة سينوب الواقعة على ساحل البحر الأسود في مواجهة شبه جزيرة القرم.
كان تصرف الحاكم الأول من الأسرة البطلمية له أبعاد سياسية بحتة تهدف إلى جعل كلاً من المواطنين من هم ذات أصول إغريقية ومن هم ذوو أصول مصرية يشتركون في عبادة الإله الحامي الذي تتوحّدت فيه صفات الإلهين الإغريقيين زيوس وهاديس مع صفات الإلهين المصريين أوزوريس وأبيس. وفقاً لما ذكره الجغرافي اليوناني سترابو فإن المبنى الذي لم يبقى له أثراً كان موجوداً في الجزء الغربي من المدينة.
كما أضاف بطليموس الثاني للمعبد مكتبة أصغر حجماً من مكتبة الأسكندرية وأكثر شهرة تحوى 42.800 ألفاً من لفائف البردي.
كلف بطليموس الثالث المهندس المعماري بارمينيسكو بمهمة إعادة تأسيس المبنى ويضم المعبد تمثال للإله سيرابيس. 
يأتى سيرابيس على شكل رجل ملتح جالس على عرش يحمل على رأسه سلة مليئة بالبذور وفي يده اليسرى المرفوعة يحمل صولجان طويل في حين أن يده اليمنى متكئة على رأس الكلب كيربيروس.
تغير المعبد تغييراً جزرياً على يد الأمبراطور الروماني كلاوديو (41- 54 ق.م). بهذه الطريقة زينت مدينة الأسكندرية بالعديد من المباني؛ معبد السيرابيوم والمكتبة الملحقة به، ومعبد أنوبيس، ومعبد إيبى، والمقابر الأثرية للحيوانات المقدسة، ومسلات سيتى الأول وعمود السوارى الذي لا يزال في مكانه منذ القرن الثالث.
في عهد الإمبراطور تارجان (98-117 ق.م) حدث في الأسكندرية عصيان من قبل اليهود أدى إلى تدمير السيرابيوم. قام الإمبراطور هادريان (117-138 ق.م) بإعادة بناء المعبد وأضاف إليه تمثال كبير للثور أبيس وهو التمثال الذي يتم الاحتفاظ به حالياً في المتحف اليوناني الروماني بالأسكندرية وذلك بعد اكتشافه في عام 1895. 
أدت عمليات التنقيب عام 1944 في محيط عمود السوارى الذي بني تخليداً للإمبراطور دقلديانوس إلى اكتشاف ودائع الأساس الخاصة بالمعبد وهي تتعلق بمجموعتين تتكون كل منهما من عشرة صفائح، في المجموعة الواحدة يوجد صفيحة من الذهب وأخرى من الفضة وأخرى من البرونز وأخرى من طمي النيل المجفف وخمسة صفائح من الزجاج المعتم. تحمل كل صفيحة نصوص باليونانية وبالهيروغليفية تتعلق بالمرسوم الذي أصدره بطليموس الثالث لبناء المعبد في نفس المنطقة وعثر أيضاً على ودائع الأساس لمعبد مخصص لحربوقراط تم إنشاؤه في عهد بطليموس الرابع.
ظل المعبد في حالة نشاط على مر القرون وذلك لكونه مكاناً هاماً لإداء الحج حتى عام 391 ق.م عندما حاصر المكتبة بابا الأسكندرية ثيوفيلس على رأس مجموعة من الغوغاء المتعصبين دينياً فيما يتعلق بالمقارنة بين الطائفة المسيحية في الأسكندرية وبين الطائفة غير المسيحية.
تم هدم السيرابيوم حجراً تلو الآخر وبني على أنقاضه كنيسة ليوحنا المعمدان ظلت موجودة حتى القرن العاشر.
وفقاً للتقاليد فإن الدخول إلى المعبد يكون من خلال سلم كبير، غطيت جدرانه الخارجية بالرخام في حين أن جدرانه الداخلية غطيت بالمعادن الثمينة وفي الحرم الداخلي للمعبد يقع تمثال سيرابيس العظيم.

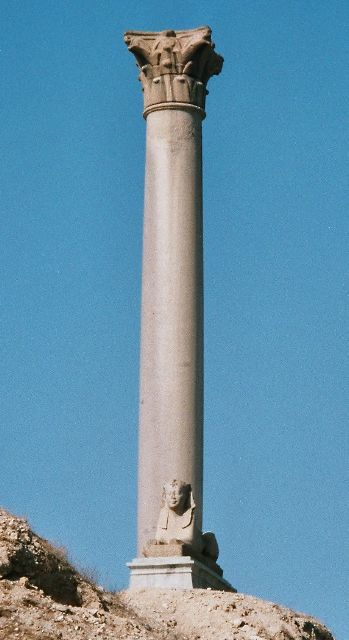

### تدمير سيرابيوم الأسكندرية
بعد إصدار الإمبراطور ثيودوسيوس[ ؟ ] المراسيم التي تمنع ممارسة كل العبادات الوثنية والدخول إلى المعابد لم تعد المعابد تستخدم كدور للعبادة وانتهى بها الأمر إلى التدمير أو استخدامها في مهام أخرى وأحيانا كانت تستخدم ككنائس مما أدى إلى خلق بعض حالات الفوضى والعصيان. هذه الأحداث لحقت أيضاً بسيرابيوم الأسكندرية الذي تم تدميره سنة 391. فيما يتعلق بالوصف الدقيق لهذا التدمير فإن المصادر المطروحة ليست متطابقة بشكل تام.
يسرد المؤرخ المسيحي سوزومين في مؤلفه «التاريخ الكنسي» أنه بعد قرار الإمبراطور بتحويل المعبد الوثني إلى أماكن يمارس فيها العبادة المسيحية إندلعت فوضى مسلحة من قبل الوثنيين الذين أتوا لاحتلال السيرابيوم وتعذيب وذبح المسيحيين. بعد انتهاء هذا الأحتلال أمر الإمبراطور بتدمير السيرابيوم ولكن هذا التدمير لحق فقط بالرموز الوثنية لكي يتمكن من تحويل المعبد فيما بعد إلى كنيسة.
يعرض الراهب والمؤرخ المسيحي روفينوس دي أكويليا في كتابه «التاريخ الكنسي» نسخة مماثلة إلى حد كبير لتلك التي أوردها سوزومين في مؤلفه ما عدا ما قيل أن السيرابيوم قد دُمٌر بالكامل واستوطن على أنقاضه مجموعة من الرهبان القادمين من الصحراء.
تُظهر نسخة ثالثة تتعلق بالأحداث التي أدت إلى تدمير سيرابيوم الأسكندرية كيف وجد ثيوفيلس نفسه محاصراً داخل المعبد ميثرا. وأثناء عمليات التنقيب ظهرت على السطح بعض الجماجم البشرية التي اتخذت كدليل على الجرائم الدموية التي إرتكبها الوثنيين. بعد شعور غير المسيحيين بالإهانة بسبب هذا التصرف وضعوا ثيوفيلس تحت الحصار عقب ما حدث في الرواية التي جاءت في النسخة السابقة.
أضاف بعض الكتاب غير المسيحيين مثل أونابيو وهو مؤرخ الفترة الأفلاطونية الحديثة نسخ بديلة إلى النسخ السابقة ويقول فيها:«دُمر السيرابيوم بدون سبب معقول وبدون أدنى مؤشر لحرب أهلية وسرقت التماثيل وبقيت فقط أرضية المعبد على حالها لثقل وزن أحجارها. بعد ذلك التدمير تفاخر الهادمون أنهم قد حطموا الآلهة ودخل إلى هذه الأماكن ما يسمى بالرهبان وهم بشر في هيئتهم ولكن مثل الخنازير في ملبسهم ومأكلهم».
نسبت إلى مجموعة من المسيحيين في هذه النصوص بعض الأساليب التي تهدف إلى تدمير السيرابييوم وسرقة ما لم يتم تدميره ووضعت هياكل عظمية بشرية للمجرمين والعبيد المسيحيين الذين قُتلوا على يد الوثنيين في الكنائس وتم اعتبارهم شهداء.
على أي حال، فإن تدمير سيرابيوم الأسكندرية يفسَر على أنه نهاية استخدام هذا المكان لعبادة سيرابيس حيث شوهد من قبل الكتّاب القدامى والمعاصرين كذروة الحركة التي تهدف إلى قمع كل الطوائف غير المسيحية في مصر خلال القرن الخامس.

### سيرابيوم سقارة

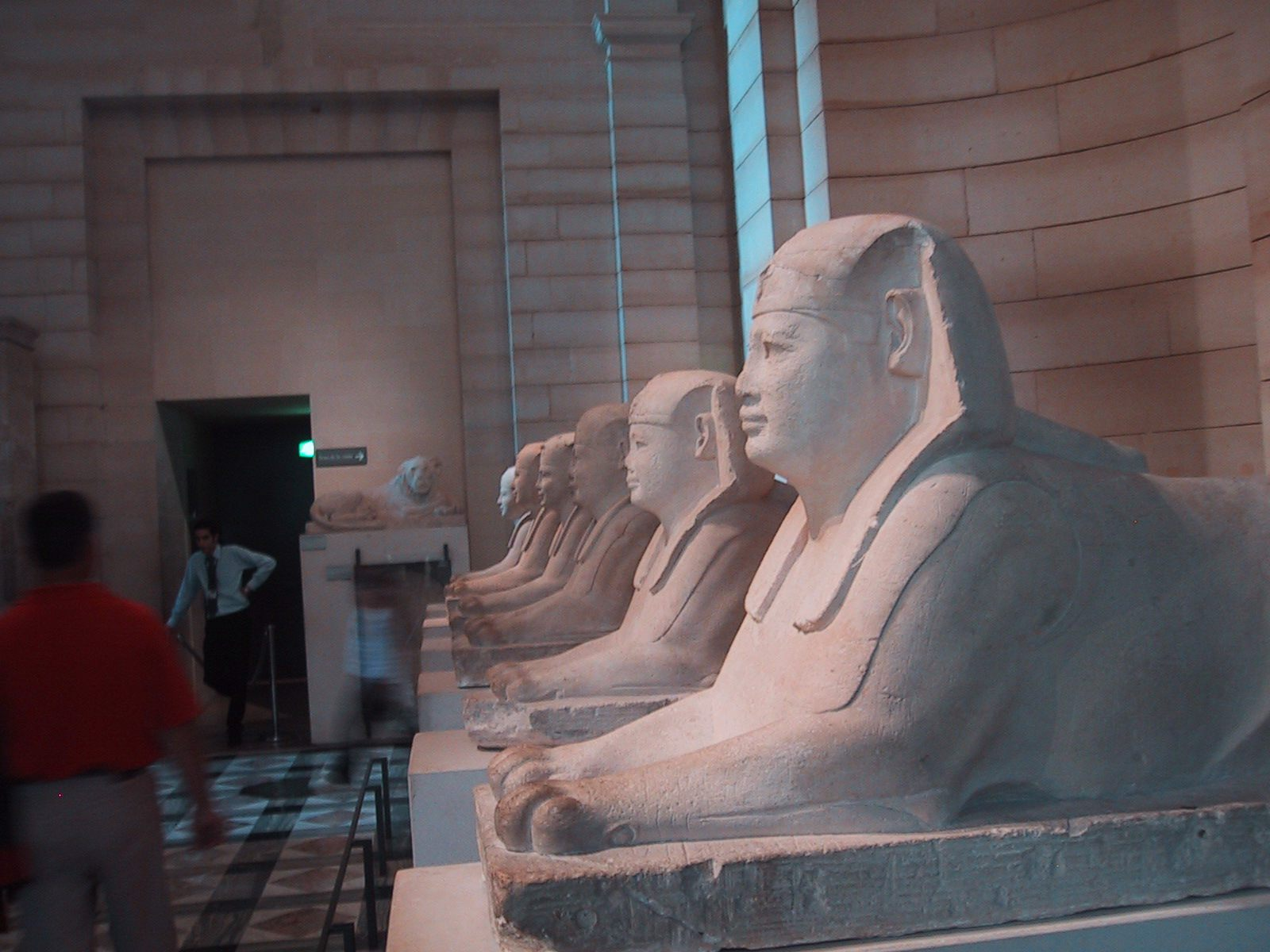

يعد سيرابيوم سقارة من أهم المقابر التي بنيت في ممفيس وهو يقع في مجمع مدافن العجل أبيس ويعكس مظهر من مظاهر المعيشة للإله بتاح.
إن المدافن الأكثر قدماً للعجول المقدسة المحنطة والمحفوظة داخل نواويس يرجع تاريخ إنشائها إلى عهد أمنحتب الثالث. وفي القرن الثالث عشر قبل الميلاد قام ابن رمسيس الثاني خمواس بحفر نفق في أحد الجبال منحوت على جوانبه محاريب يوجد بها نواويس العجول.
بنى إبسماتيك الأول نفق ثاني يبلغ طوله 350 متر وارتفاعه 5 أمتار وعرضه 3 أمتار، إستخدمه البطالمة فيما بعد. 
من المرجح أن يكون الممر الذي يتكون من 600 تمثال لأبي الهول والذي يربط الموقع بالمدينة أحد أعمال نيكتابيو الأول.
اكتشف عالم المصريات أوجوست مارييت السيرابيوم وهو الذي نقب عن الجزء الأكبر من المجمع لكن المخطوطات التي كتبها بشأن هذا الأمر قد فقدت وهذا يحد من إمكانية استخدام المقابر لتكوين تسلسل زمنى للتاريخ المصري.
تكمن المشكلة في حقيقة أن في الفترة ما بين عهد رمسيس الحادي عشر إلى السنة الثانية والعشرين من عهد أوسركون الثاني وهي فترة تقدر بنحو 250 عاماً تم التوصل فقط إلى تسعة من مدافن العجول، هذا العدد يشمل أيضاً ثلاثة مدافن ليست موجودة حالياً وإنما شوهدت من قبل مارييت الذي قال إنه عثر عليها في غرفة تحت الأرض غير مستقرة تماماً بحيث يمكن التنقيب عنها.
يرجح علماء المصريات أنه كان من المفترض أن يكون هناك عدد أكبر من مدافن الثيران في هذه الفترة بما إن متوسط عمر الثور كان ما بين 25 إلى 28 سنة إن لم يمت قبل ذلك.
هناك أربعة مدافن نسبها مارييت إلى عهد رمسيس الحادي عشر تم تأريخهم بتاريخ رجعي، مما خلق هذا فجوة زمنية ما يقرب من 130 عاماً حاول الباحثين سدها بشتى الطرق. ووفقاً للبعض، فإنه يجب إعادة النظر في التسلسل الزمني كله للقرن العشرين، ووفقاً لباحثين آخرين فإن هناك مدافن أخرى للثور أبيس لم يتم اكتشافها بعد.

### سيرابيوم كانوب
يقع معبد آخر للسيرابيوم بالقرب من الأسكندرية في كانوب على دلتا نهر النيل وهذا المعبد المكرس لإيزيس وزوجها أوزوريس أصبح واحداً من أكبر المراكز الدينية في مصر في العصر البطلمي والروماني. هكذا أصحبت احتفالاته وطقوسه شعبية إلى الحد الذي بات فيه المعبد نموذج للمعبد المصري الذي اشتهر في الإمبراطورية الرومانية كلها.
يوجد في هذا النموذج فناء مقدس به مدافن للآلهه ويقع على بعد مسافه من فناء آخر يضم عدد من الأعمدة، ويوجد داخل هذا الفناء المقدس محاريب وآلهه أقل انتشاراً من الآلهة المصرية الهلنستية، هذه المحاريب تشمل تلك المخصصة لأنوبيس وهرمس الهرامسة (العبادة التي نشأت من التوفيق بين الإلهين هرمس وتحوت) وحربوقراط وآلهه آخرين. وينضم المجمع إلى حوض من المياه يرمز إلى الفيضان السنوي لنهر النيل.
كان هناك بالإضافة إلى ذلك أحواض مركزية تستخدم لتوفير المياه المستخدمة في طقوس عبادة إيزيس في المعابد الأخرى المكرسة للآلهة المصرية في العصر الروماني مثل معبد ديلوس.

## معابد السيرابيوم في إيطاليا

### السيرابيوم في روما القديمة
شهدت عبادة سيرابيس المرتبط ارتباطاً وثيقاً بعبادة إيزيس في العصر الروماني الهيلنستي تغيرات واضحة يحفها الغموض. شيدت المعابد المكرسة للعبادات المصرية بداية من القرن الأول قبل الميلاد في روما وانتشرت بعد ذلك في أجزاء مختلفة من الإمبراطورية الرومانية.

### السيرابيوم في مقاطعة أتاكما
أطلقت مقاطعة أتاكما في روما اسمها على أحد المعابد المكرسة للإلهين المصريين إيزيس وأوزوريس وتم بناء معبد إيزيس من قبل كوينتس كايسيليوس ميتيلوس في النصف الأول من القرن الأول قبل الميلاد للاحتفال بالنصر على يوغرطة.
اُقيم قديماً مجمع المعبد الذي لم يبقى منه سوى أساسات قليلة على مكان مكشوف وأعيد بناء المجمع في عصر أسرة فلفيان وأنضمت عبادة سيرابيس مع عبادة ايزيس. وتم هدم البناء حوالى القرن السادس.

### سيرابيوم منطقة كامبو مارتسيو

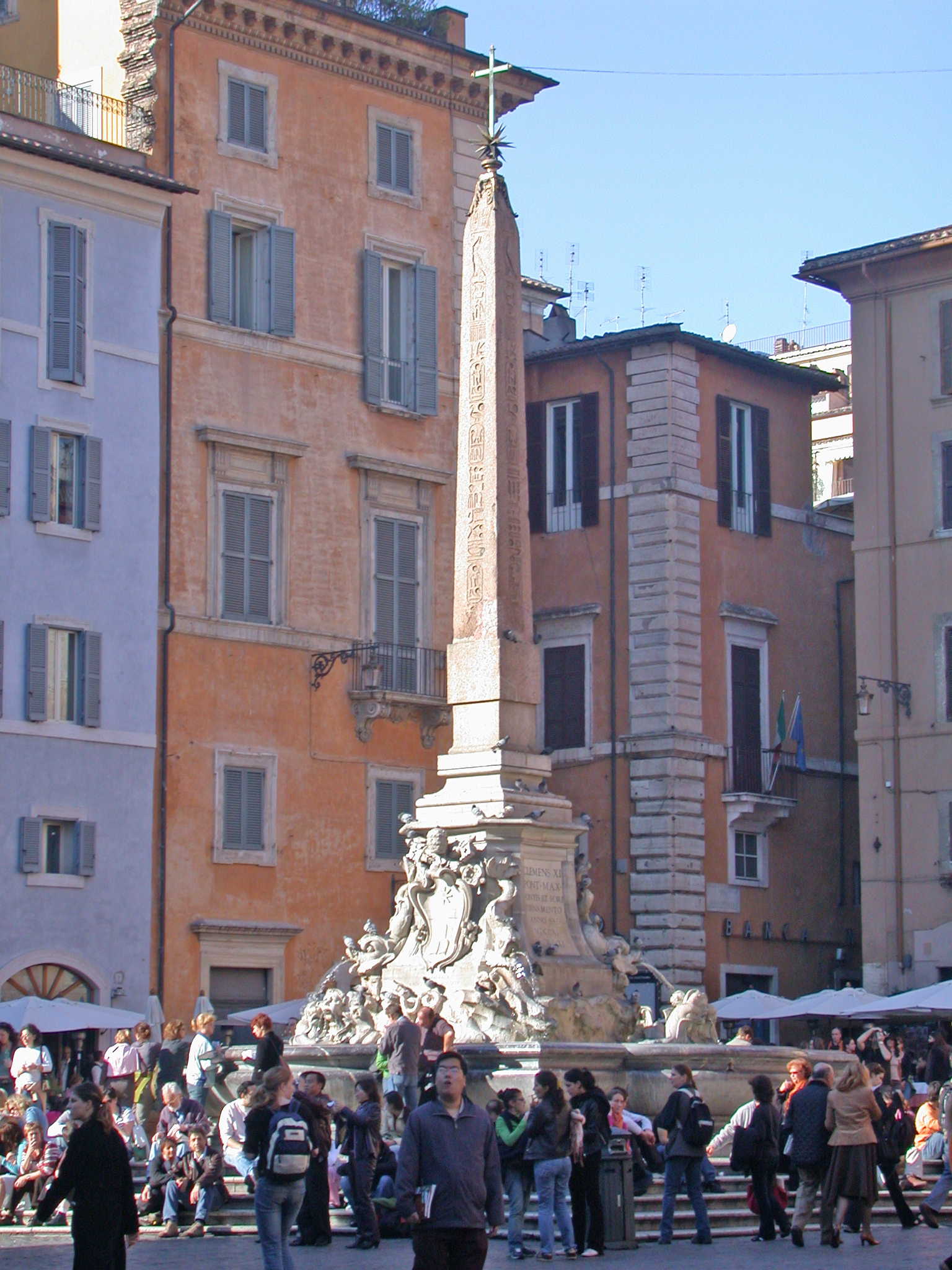

شيد أكبر معبد مصري في روما في منطقة كامبو مارتسيو. وينقسم المعبد الذي يبلغ ارتفاعة 240 متر وعرضة 60 متر إلى ثلاثة أجزاء، هناك في المنتصف مساحة مستطيلة يتم الدخول إليها من خلال أقواس أثرية وبعد ذلك تأتي ساحة مزخرفة بالمسلات وتماثيل أبي الهول يوجد في منتصفها معبد إيزيس. من المفترض أن سيرابيس كان موجودا داخل رواق نصف دائرى في المعبد.
دمر المبنى بسبب حريق سنة 80 قبل الميلاد وأعاد بنائه الإمبراطور دومتيان وأضاف الإمبراطور له بعد ذلك بعض التعديلات وفي عصر السلالة الحاكمة تم ترميم جزء كبير من الأبنية وشهد بقاء المعبد حتى القرن الخامس.
كانت من بين المسلات التي لا تزال مرئية حتى الآن مسلة بانثيون، ومسلة مينيرفا ومسلة دوجالى، وألحق بالمعبد تمثال إيزيس والمعروف باسم «ماداما لوكريتسيا» ووضع أمام كنيسة سان ماركو.

### سيرابيوم الكويرينال
انشئ معبد آخر كبير للسيرابيوم على تل الكويرينال والذي يمكن رؤية بقاياه في حدائق كولوننا الإيطالية. 
يمتد المعبد الذي تم بناؤه من قبل الإمبراطور كاراكارلا على مساحة 135 متر في 100 متر وينقسم إلى جزئين الجزء الأول هو فناء ذو أعمدة طويلة يؤدي إلى الجزء الثاني وهو المعبد الأصلي وهو مزين بالتماثيل والمسلات.
تؤدي تماثيل ترمز لنهر النيل ونهل التيبر إلى المجمع الأثري والتي وضعت من قبل مايكل أنجلو أمام قصر مجلس الشيوخ.

### سيرابيوم فيللا هادريان

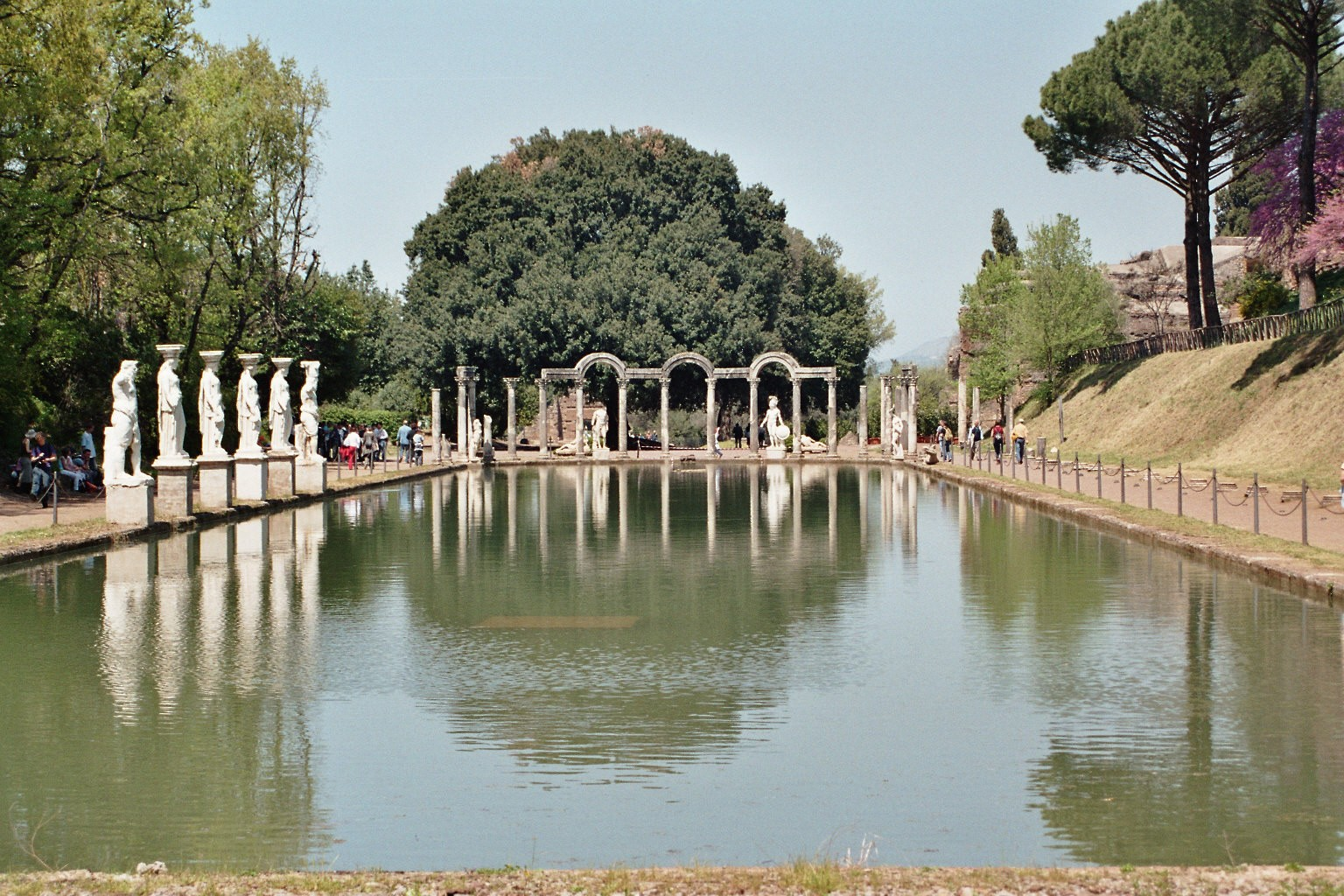

شيد الإمبراطور هارديان في فيلته بتيفولى معبد مماثل لسيرابيوم كانوب. يمثل حوض الاستحمام البالغ مساحته 119 متر في 18 متر قناة من المياه محاطة بأقواس ذو أعمدة وتماثيل تؤدي إلى السيرابيوم.
كان المعبد يتكون من جزء عام يؤدي إلى مكان المآدب وحفلات الألعاب المائية وأماكن خاصة عديدة تحت الأرض مكرسة لعبادة سيرابيس.
أخذ المعبد هيئة كهف مزين بمنحوتات وتماثيل مصرية لتخليد ذكرى انطونيوس الذي لقى مصرعة غرقاً في النيل وكان له مكانة عظيمة عند الإمبراطور، تخليداً لذكرى افتتاح المعبد أمر هادريان بسك عملات وضع عليها صورة المعبد.

### معابد أخرى للسيرابيوم أقل شهرة
سيرابيوم مدينة أوستيا الذي تم افتتاحه عام 127 هو معبد نموذجى روماني انشئ على قاعدة ذات أعمدة أمامية ويوجد في المدخل فسيفساء على شكل الثور إبيس.
سيرابيوم مدينة نابولي الذي شوهدت بقاياه في القرن السابع عشر والقرن الثامن عشر لكن اليوم لم يبقى له أثراً.
سلطا الضوء على بناء معبد كبير مكرس بالتأكيد لإيزيس وهو هيكل مطابق تقريبا لسيرابيوم كامبو مارتسيو في روما وفي هذا الموقع الأثرى يوجد تمثال من البرونز لإحد الثيران (يتم الاحتفاظ به في متحف الآثار في تورينو).

### معبد السيرابيوم في قرطاج
تشير نقيشة لاتينية وبعض اللقى الأثرية الأخرى من تماثيل، تماثيل نصفية وأشياء أخرى إلى وجود معبد سيرابيوم من الفترة الرومانية بقرطاج في تونس، وهو مكرّس لايزيس وسيرابيس.

### سيرابيوم الأسكندرية
- Mario Tosi. Dizionario enciclopedico delle Divinità dell'Antico Egitto. Volume II. Torino, ANANKE, 2006 - ISBN 88-7325-115-3
- eno, Historia Ecclesiastica

### سيرابيوم سقارة
- Auguste Mariette, Le Sérapéum de Memphis, découvert et décrit, Paris, Gide, 1857
- Auguste Mariette, Le Sérapéum de Memphis, Paris, F. Vieweg, 1892
- Jean Vercoutter, Textes biographiques du Sérapéum de Memphis: Contribution à l'étude des stèles votives du Sérapéum, Paris, Librairie ancienne Honoré Champion, 1962

### السيرابيوم في روما
- Filippo Coarelli, I monumenti dei culti orientali a Roma in La soteriologia dei culti orientali nell'Impero romano, 33-67. Leiden, Brill, 1982 - ISBN 90-04-06501-6
- Serena Ensoli. I santuari di Iside e Serapide a Roma e la resistenza pagana in età tardoantica in Aurea Roma, 273-282. Roma, L'Erma di Bretschneider, 2000 - ISBN 88-8265-126-6

### سيرابيوم نابولي
- N.Carletti, Tipografia universale della città di Napoli, Napoli 1776.

### سيرابيوم قرطاج
- Jorge García Sánchez & José Luis Córdoba de la Cruz, En torno al Serapeum de Cartago, 2017.
- Beschaouch, Azedine, Topographie de Carthage romaine: sur la localisation du temple d'Isis, in: Comptes rendus des séances de l'Académie des Inscriptions et Belles-Lettres, pp.